# کالین فاستر
کالین فاستر (انگلیسی: Colin Foster؛ زادهٔ ۱۶ ژوئیهٔ ۱۹۶۴) بازیکن فوتبال اهل بریتانیا است.
از باشگاه‌هایی که در آن بازی کرده‌است می‌توان به باشگاه فوتبال ناتینگهام فارست، باشگاه فوتبال کمبریج یونایتد، باشگاه فوتبال وستهام یونایتد، باشگاه فوتبال واتفورد، باشگاه فوتبال نوتس کانتی، و باشگاه فوتبال لیتون اورینت اشاره کرد.